# 和平列车
和平列車（：／ Pyeonghwa yeolcha */?），或稱DMZ Train，是韓國的一列觀光列車，由韓國鐵道公社營運。列車於2014年起開始營運搭載觀光客從首爾前往南北韓非軍事區 ，2019年起因非洲豬瘟的緣故，目前全線暫停行駛。

## 概況
車輛無窮花號以韩国铁道9501系柴油动车组改造，該車輛的改型和翻新始於2013年。最初，該操作原定於同年10月開始，但由於難以選擇承包商來對車輛進行改型，加上鐵路工會接連發生罷工，因此推遲了運營時間表，最終於2014年5月4日起開始運營。
收費範圍是根據新村號訂立（相當於JR的特急綠色車廂）。
以“鐵馬想奔跑”為代表的蒸汽機車在北側的駕駛拖車中，中座車和南側的第一輛車的設計方式是各個年齡段的男女老少都穿著紅色和藍色，象徵著和平，不論男女老少。 

## 歷史
- 2013年-列車開發（改造）計劃開始。
- 2014年5月4日-京義線首爾站-都羅山站間運行開始，開幕典禮因世越號沉沒事故而取消。
- 2014年8月1日-京元線首爾站-白馬高地站間運行開始。
- 2016年5月16日-京義線改由龍山站出發。
- 2019年4月1日- 京元線逍遥山站 - 漣川站間之間進行電氣化工程，列車於京元線運行中止。
- 2019年10月2日- 因非洲豬瘟疫情，列車於京義線運行中止。

## 評價
2017年7月，BBC記者Stephen Evans稱其為「全球最奇怪的火車之旅」，並表示「這是一個政治旅程，是設計一個列車能夠到達最遠且不能再更遠的極點」。

## 外部連結
- DMZ Train at Korail（页面存档备份，存于）